# Taksist
Taksist (angleško Taxi Driver) je ameriški neonoir psihološki triler iz leta 1976, ki ga je režiral Martin Scorsese po scenariju Paula Schraderja, v glavnih vlogah pa nastopajo Robert De Niro, Jodie Foster, Cybill Shepherd, Harvey Keitel, Peter Boyle, Leonard Harris in Albert Brooks. Dogajanje je postavljeno v propadajoč in moralno izpraznjen New York v času po Vietnamski vojni in sledi zgodbi osamljenega taksista, ki zapade v blaznost, ko načrtuje atentat na predsedniškega kandidata (Harris), za katerega dela dekle, v katero je zagledan (Shepherd), in zvodnika (Keitel) mladoletne prostitutke (Foster), s katero se spoprijatelji. 
Film je bil premierno predvajan 8. februarja 1976 ter bil tako finančno uspešen, kot tudi dobro ocenjen s strani kritikov. Na 49. podelitvi je bil nominiran za oskarja v petih kategorijah, tudi za najboljši film, najboljšega igralca (De Niro) in najboljšo stransko igralko (Foster). Na Filmskem festivalu v Cannesu je osvojil zlato palmo za najboljši film, ob tem pa še tri nagrade BAFTA. Hkrati je sprožil tudi javno polemiko zaradi prikaza nasilja in dodelitve vloge mladoletne prostitutke dvanajstletni Fosterjevi.
Leta 2012 ga je revija Sight & Sound uvrstila na 31. mesto najboljših filmov vseh časov skupaj s filmom Boter 2 v desetletni anketi filmskih kritikov, po anketi filmskih režiserjev pa na peto mesto najboljših filmov vseh časov. Ameriški filmski inštitut ga je leta 1998 uvrstil na 47. mesto stotih najboljših ameriških filmov AFI's 100 Years...100 Movies. Leta 1994 ga je ameriška Kongresna knjižnica izbrala za ohranitev v okviru Narodnega filmskega registra zavoljo njegove »kulturne, zgodovinske ali estetske vrednosti«.

## Vloge
- Robert De Niro kot Travis Bickle
- Jodie Foster kot Iris/»Easy«
- Cybill Shepherd kot Betsy
- Albert Brooks kot Tom
- Harvey Keitel kot »Sport«/»Matthew«
- Leonard Harris kot Charles Palantine
- Peter Boyle kot Wizard
- Harry Northup kot »Doughboy«
- Norman Matlock kot Charlie T.
- Steven Prince kot »Easy« Andy
- Martin Scorsese kot potnik v taksiju
- Murray Moston kot Irisin časomer
- Diahnne Abbott kot dekle
- Vic Argo kot Melio
- Richard Higgs kot tajni agent
- Garth Avery kot Irisin prijatelj
- Bill Minkin kot Tomov pomočnik
- Joe Spinell kot uslužbenec v uradu
- Nat Grant kot ropar
- Robert Maroff kot Anthony Sciloso
- Brenda Dickson igralka v limonadnici
- Beau Kayser kot igralec v limonadnici